# 源彪
源彪（521年—586年），字文宗，西平郡乐都（今青海乐都）人，北魏、东魏、北齐、北周、隋朝官员，源贺的后裔。
源彪少好学，才识敏捷，有名誉。魏孝庄帝永安年间，以父源子恭功赐爵临颍县伯，授员外散骑常侍。东魏天平四年（537年），为凉州大中正。武定初年，领司徒记室，加平东将军。改尚书祠部郎中，转太子洗马。北齐立国后，齐文宣帝天保元年（550年），授太子中舍人。官任吏部郎中、御史中丞、散骑常侍、国子祭酒等职。为秦州刺史，治绩传入陈境。齐后主高纬时，位至秘书监。北齐灭亡后入北周，授仪同大将军、司成下大夫。隋朝开皇初年，为莒州刺史，以病去职。隋文帝开皇六年（586年）卒，年六十六岁。其子源師民。

## 延伸阅读
[在维基数据编辑]
 《北齊書/卷43》，出自李百药《北齊書》